# 窩洞
窩洞（かどう、Cavity）とは、歯の硬組織病巣部（例：齲蝕）の除去などの欠損を修復する為に、歯にある一定の条件に従って形成した洞を指す。
歯学の臨床、特に保存修復学の専門領域であり、医療行為の為、窩洞形成は歯科医師にしかできない行為である。

## G. V. Blackの分類
- 修復窩洞の基本形態として、1895年にブラックによって示された予防拡大に基いた分類が良く知られており、世界中の臨床現場に応用されてきた。
しかし、今日では接着性修復が一般的となり、レジン系接着剤が無かった時代のこの原則は過去のものとなりつつある。
  - I級窩洞：小窩裂溝に限局した窩洞形態をいう。
  - II級窩洞：臼歯隣接面を含む窩洞形態をいう。
  - III級窩洞：切端隅角を含まず、前歯・犬歯の隣接面も含んでいる窩洞形態をいう。
  - IV級窩洞：切端隅角を含み、前歯・犬歯の隣接面も含む窩洞形態をいう。
  - V級窩洞：歯頚部（1/3）に限局した窩洞形態をいう。
- Blackの分類にふくまれないもの
  - VI級窩洞（Davis）：臼歯咬合面や前歯切縁部に限局し、広く生じた欠損の為の窩洞。

## 窩洞各部の名称
窩洞は、窩壁、窩縁、隅角の3要素から構成されている。

## 窩洞形態の5条件
- 適切な窩洞外形
  - 齲蝕の大きさ、遊離エナメル質の除去範囲などにより窩洞外形を決める。尚、咬頭隆線は齲蝕に罹り難いので保存する。
- 十分な保持形態
  - 保持形態の原則は、(1)安定効力（転覆、すべり防止）、(2)拘止効力（抜け落ち防止）、(3)把持効力（相対する2側壁による把持）の3つである。
- 十分な抵抗形態
  - 基本形は箱形である。
- 必要な便宜形態
  - 便宜形態は、基本的に外開きで、アンダーカットがなく、摩擦、合着時の抵抗の軽減などが求められる。
- 正しい窩縁形態
  - 窩縁形態として、ストレートベベルとラウンドベベルのふたつのベベルに分けられるが、両方の主目的はエナメル質窩縁の保護である。

## 窩洞形成後の歯髄変化
- 象牙質の厚さが薄いと歯髄反応が起きやすい。
  - 充血・出血
  - 歯髄壊死
  - 円形細胞浸潤
  - 杆状体の出現
  - 象牙前質の消失
  - 象牙芽細胞の排列の乱れ、萎縮、消失

## 窩洞形成時の注意点
- 窩洞形成には、歯科用器具を用いるが、その際に器具と歯との間に起こる発熱の防止に努める。対策としては、高速軽圧、注水冷却、鋭利な切削器具の使用、間歇的切削などである。但し、象牙質齲蝕の除去には低速で断続的に切削する必要があるので注意。